# Trentino Volley 2022-2023 (femminile)
Questa voce raccoglie le informazioni riguardanti la Trentino Volley nelle competizioni ufficiali della stagione 2022-2023.

## Stagione
Nella stagione 2022-23 la Trentino Volley assume la denominazione sponsorizzata di Itas Trentino.
Partecipa per la prima volta alla Serie A2, acquistando il titolo sportivo dalla Trentino Rosa; chiude il girone A della regular season al primo posto in classifica, qualificandosi per la pool promozione dove giunge al secondo posto: vince i play-off promozione avendo la meglio sulla Millenium Brescia nella serie di finale ed ottenendo la promozione in Serie A1.
A seguito del secondo posto in classifica al termine del girone di andata, si qualifica per la Coppa Italia di Serie A2 venendo eliminata in semifinale dal Roma Club.

## Organigramma societario
Area direttiva
- Presidente: Bruno Da Re
- Vicepresidente: Mauro Poli
- Direttore sportivo: Duccio Ripasarti
- Team manager: Serena Avi

Area tecnica
- Allenatore: Stefano Saja
- Allenatore in seconda: Milo Piccinini

Area comunicazione
- Ufficio stampa: Marco Fontana

Area sanitaria
- Preparatore atletico: Nadia Centoni

## Rosa
| N° | Nome                  | Ruolo | Data di nascita   | Nazionalità sportiva |
| -- | --------------------- | ----- | ----------------- | -------------------- |
| 3  | Chiara Mason          | S     | 11 luglio 2000    | Italia               |
| 4  | Ester Serafini        | P     | 7 gennaio 2001    | Italia               |
| 5  | Francesca Michieletto | S     | 10 settembre 1997 | Italia               |
| 6  | Silvia Fondriest      | C     | 29 dicembre 1988  | Italia               |
| 7  | Asia Bonelli          | P     | 4 settembre 2000  | Italia               |
| 8  | Chiara Libardi        | L     | 9 dicembre 1997   | Italia               |
| 9  | Martina Stocco        | P     | 27 gennaio 2000   | Italia               |
| 10 | Francesca Parlangeli  | L     | 23 febbraio 1990  | Italia               |
| 11 | Carly DeHoog          | O     | 14 ottobre 1994   | Stati Uniti          |
| 12 | Jessica Joly          | S     | 6 gennaio 2000    | Italia               |
| 13 | Elena Bisio           | O     | 4 giugno 2000     | Italia               |
| 15 | Annalisa Michieletto  | S     | 7 maggio 2000     | Italia               |
| 17 | Denise Meli           | C     | 9 aprile 2001     | Italia               |
| 18 | Gaia Moretto          | C     | 18 settembre 1994 | Italia               |

## Mercato
| Acquisti | Acquisti              | Acquisti            | Acquisti   |
| R.       | Nome                  | da                  | Modalità   |
| -------- | --------------------- | ------------------- | ---------- |
| O        | Elena Bisio           | Aduna Padova        | definitivo |
| P        | Asia Bonelli          | Chieri '76          | definitivo |
| O        | Carly DeHoog          | RC Cannes           | definitivo |
| C        | Silvia Fondriest      | Millenium Brescia   | definitivo |
| S        | Jessica Joly          | Pinerolo            | definitivo |
| L        | Chiara Libardi        | Lavis               | definitivo |
| S        | Chiara Mason          | Trentino Rosa       | definitivo |
| C        | Denise Meli           | Montecchio Maggiore | definitivo |
| S        | Annalisa Michieletto  | Bolghera            | definitivo |
| S        | Francesca Michieletto | Helvia Recina       | definitivo |
| C        | Gaia Moretto          | Pro Victoria        | definitivo |
| L        | Francesca Parlangeli  | Volero Le Cannet    | definitivo |
| P        | Ester Serafini        | Bedizzole           | definitivo |
| P        | Martina Stocco        | Trentino Rosa       | definitivo |

## Risultati

### Serie A2

#### Girone di andata
| 1ª Giornata - 23 ottobre 2022 PalaGeorge, Montichiari  | Millenium Brescia | 3 - 0 | Trentino       | 25-20, 29-27, 25-20               |
| 2ª Giornata - 30 ottobre 2022 PalaSanbapolis, Trento   | Trentino          | 2 - 3 | Alba           | 18-25, 16-25, 25-17, 25-17, 10-15 |
| 3ª Giornata - 5 novembre 2022 Geopalace, Olbia         | Hermaea           | 3 - 2 | Trentino       | 11-25, 17-25, 29-27, 30-28, 15-12 |
| 4ª Giornata - 9 novembre 2022 PalaSanbapolis, Trento   | Trentino          | 3 - 0 | Mondovì        | 25-21, 25-21, 25-17               |
| 5ª Giornata - 12 novembre 2022 Centro Pavesi, Milano   | Club Italia       | 1 - 3 | Trentino       | 25-19, 11-25, 11-25, 16-25        |
| 6ª Giornata - 20 novembre 2022 PalaSanbapolis, Trento  | Trentino          | 3 - 1 | Idea Sassuolo  | 25-15, 21-25, 25-20, 25-14        |
| 7ª Giornata - 23 novembre 2022 PalaCoim, Offanengo     | Offanengo         | 0 - 3 | Trentino       | 14-25, 21-25, 22-25               |
| 8ª Giornata - 27 novembre 2022 PalaSanbapolis, Trento  | Trentino          | 3 - 0 | Futura Giovani | 25-21, 30-28, 25-10               |
| 9ª Giornata - 4 dicembre 2022 PalaSanbapolis, Trento   | Trentino          | 3 - 0 | Montale        | 25-20, 25-20, 25-19               |
| 10ª Giornata - 11 dicembre 2022 PalaBione, Lecco       | Lecco Picco       | 3 - 2 | Trentino       | 16-25, 14-25, 25-23, 25-23, 15-13 |
| 11ª Giornata - 18 dicembre 2022 PalaSanbapolis, Trento | Trentino          | 3 - 1 | Esperia        | 25-18, 24-26, 25-14, 25-21        |

#### Girone di ritorno
| 12ª Giornata - 27 dicembre 2022 PalaSanbapolis, Trento                      | Trentino       | 3 - 0 | Millenium Brescia | 25-20, 25-21, 25-17              |
| 13ª Giornata - 6 gennaio 2023 PalaFrancescucci, Casnate con Bernate         | Alba           | 1 - 3 | Trentino          | 16-25, 22-25, 25-23, 20-25       |
| 14ª Giornata - 14 gennaio 2023 PalaSanbapolis, Trento                       | Trentino       | 3 - 0 | Hermaea           | 25-19, 25-16, 25-19              |
| 15ª Giornata - 22 febbraio 2023 PalaManera, Mondovì                         | Mondovì        | 1 - 3 | Trentino          | 20-25, 25-23, 25-27, 23-25       |
| 16ª Giornata - 22 gennaio 2023 PalaSanbapolis, Trento                       | Trentino       | 3 - 0 | Club Italia       | 25-22, 25-9, 25-18               |
| 17ª Giornata - 5 febbraio 2023 PalaPaganelli, Sassuolo                      | Idea Sassuolo  | 0 - 3 | Trentino          | 18-25, 23-25, 23-25              |
| 18ª Giornata - 8 febbraio 2023 PalaSanbapolis, Trento                       | Trentino       | 3 - 0 | Offanengo         | 25-18, 28-26, 25-18              |
| 19ª Giornata - 12 febbraio 2023 PalaBorsani, Castellanza                    | Futura Giovani | 1 - 3 | Trentino          | 25-14, 21-25, 19-25, 21-25       |
| 20ª Giornata - 19 febbraio 2023 Palestra Vezio Magagni, Castelnuovo Rangone | Montale        | 0 - 3 | Trentino          | 21-25, 10-25, 20-25              |
| 21ª Giornata - 26 febbraio 2023 PalaSanbapolis, Trento                      | Trentino       | 3 - 2 | Lecco Picco       | 23-25, 23-25, 25-21, 25-17, 15-8 |
| 22ª Giornata - 5 marzo 2023 PalaRadi, Cremona                               | Esperia        | 0 - 3 | Trentino          | 24-26, 23-25, 14-25              |

#### Pool promozione
| 1ª Giornata - 11 marzo 2023 PalaSanbapolis, Trento                       | Trentino             | 3 - 0 | Montecchio Maggiore | 25-22, 28-26, 25-12              |
| 2ª Giornata - 18 marzo 2023 PalaSanbapolis, Trento                       | Trentino             | 3 - 1 | Talmassons          | 25-20, 21-25, 25-14, 27-25       |
| 3ª Giornata - 26 marzo 2023 Palazzetto dello Sport, Martignacco          | Libertas Martignacco | 1 - 3 | Trentino            | 18-25, 17-25, 25-18, 21-25       |
| 4ª Giornata - 2 aprile 2023 PalaScoppa, Soverato                         | Soverato             | 1 - 3 | Trentino            | 20-25, 26-24, 28-30, 15-25       |
| 5ª Giornata - 8 aprile 2023 PalaSanbapolis, Trento                       | Trentino             | 3 - 1 | Adolfo Consolini    | 15-25, 25-18, 25-22, 25-20       |
| 6ª Giornata - 16 aprile 2023 Palazzetto dello Sport, Guidonia Montecelio | Roma Club            | 3 - 2 | Trentino            | 25-19, 21-25, 25-16, 23-25, 15-8 |

#### Play-off promozione
| Semifinali (gara 1) - 23 aprile 2023 PalaTrento, Trento               | Trentino          | 3 - 1 | Talmassons        | 25-22, 23-25, 25-18, 25-19        |
| Semifinali (gara 2) - 26 aprile 2023 Palazzetto dello Sport, Latisana | Talmassons        | 2 - 3 | Trentino          | 25-22, 25-22, 19-25, 22-25, 17-19 |
| Finale (gara 1) - 6 maggio 2023 PalaTrento, Trento                    | Trentino          | 3 - 1 | Millenium Brescia | 21-25, 25-17, 25-16, 25-18        |
| Finale (gara 2) - 10 maggio 2023 PalaGeorge, Montichiari              | Millenium Brescia | 1 - 3 | Trentino          | 19-25, 17-25, 25-19, 17-25        |

### Coppa Italia di Serie A2
| Quarti di finale - 18 gennaio 2023 PalaSanbapolis, Trento                | Trentino  | 3 - 0 | Talmassons | 26-24, 25-12, 25-16        |
| Semifinali - 25 gennaio 2023 Palazzetto dello Sport, Guidonia Montecelio | Roma Club | 3 - 1 | Trentino   | 25-23, 23-25, 25-23, 25-19 |

## Statistiche

### Statistiche di squadra
| Competizione             | Punti | In casa | In casa | In casa | In trasferta | In trasferta | In trasferta | Totale | Totale | Totale |
| Competizione             | Punti | G       | V       | P       | G            | V            | P            | G      | V      | P      |
| ------------------------ | ----- | ------- | ------- | ------- | ------------ | ------------ | ------------ | ------ | ------ | ------ |
| Serie A2                 | 72    | 16      | 15      | 1       | 16           | 12           | 4            | 32     | 27     | 5      |
| Coppa Italia di Serie A2 |       | 1       | 1       | 0       | 1            | 0            | 1            | 2      | 1      | 1      |
| Totale                   | -     | 17      | 16      | 1       | 17           | 12           | 5            | 34     | 28     | 6      |

G = partite giocate; V = partite vinte; P = partite perse 

### Statistiche dei giocatori
| Giocatore      | Serie A2 | Serie A2 | Serie A2 | Serie A2 | Serie A2 | Coppa Italia di Serie A2 | Coppa Italia di Serie A2 | Coppa Italia di Serie A2 | Coppa Italia di Serie A2 | Coppa Italia di Serie A2 | Totale | Totale | Totale | Totale | Totale |
| Giocatore      | P        | PT       | AV       | MV       | BV       | P                        | PT                       | AV                       | MV                       | BV                       | P      | PT     | AV     | MV     | BV     |
| -------------- | -------- | -------- | -------- | -------- | -------- | ------------------------ | ------------------------ | ------------------------ | ------------------------ | ------------------------ | ------ | ------ | ------ | ------ | ------ |
| E. Bisio       | 12       | 7        | 4        | 0        | 3        | 0                        | 0                        | 0                        | 0                        | 0                        | 12     | 7      | 4      | 0      | 3      |
| A. Bonelli     | 32       | 102      | 40       | 36       | 26       | 2                        | 10                       | 4                        | 2                        | 4                        | 34     | 112    | 44     | 38     | 30     |
| C. DeHoog      | 32       | 507      | 431      | 57       | 19       | 2                        | 32                       | 21                       | 10                       | 1                        | 34     | 539    | 452    | 67     | 20     |
| S. Fondriest   | 29       | 274      | 208      | 57       | 9        | 2                        | 10                       | 9                        | 1                        | 0                        | 31     | 284    | 217    | 58     | 9      |
| J. Joly        | 10       | 29       | 24       | 5        | 0        | 0                        | 0                        | 0                        | 0                        | 0                        | 10     | 29     | 24     | 5      | 0      |
| C. Libardi     | 0        | 0        | 0        | 0        | 0        | 0                        | 0                        | 0                        | 0                        | 0                        | 0      | 0      | 0      | 0      | 0      |
| C. Mason       | 32       | 375      | 331      | 21       | 23       | 2                        | 24                       | 20                       | 3                        | 1                        | 34     | 399    | 351    | 24     | 24     |
| D. Meli        | 27       | 69       | 44       | 13       | 12       | 2                        | 0                        | 0                        | 0                        | 0                        | 29     | 69     | 44     | 13     | 12     |
| A. Michieletto | 4        | 3        | 2        | 1        | 0        | 0                        | 0                        | 0                        | 0                        | 0                        | 4      | 3      | 2      | 1      | 0      |
| F. Michieletto | 31       | 435      | 358      | 47       | 30       | 2                        | 23                       | 20                       | 2                        | 1                        | 33     | 458    | 378    | 49     | 31     |
| G. Moretto     | 31       | 262      | 163      | 69       | 30       | 2                        | 17                       | 8                        | 7                        | 2                        | 33     | 279    | 171    | 76     | 32     |
| F. Parlangeli  | 31       | 0        | 0        | 0        | 0        | 2                        | 0                        | 0                        | 0                        | 0                        | 33     | 0      | 0      | 0      | 0      |
| E. Serafini    | 5        | 0        | 0        | 0        | 0        | 0                        | 0                        | 0                        | 0                        | 0                        | 5      | 0      | 0      | 0      | 0      |
| M. Stocco      | 0        | 0        | 0        | 0        | 0        | -                        | -                        | -                        | -                        | -                        | 0      | 0      | 0      | 0      | 0      |

P = presenze; PT = punti totali; AV = attacchi vincenti; MV = muri vincenti; BV = battute vincenti